# Bathy Asimba
Bathy Asimba est un artiste dessinateur, auteur et journaliste de bande dessinée congolais, né à Watsa en 1956,.

## Biographie
Bathy Asimba, naît au Congo belge (actuellement République démocratique du Congo) dans le Haut-Uele à Watsa en 1956. Il débarque à Kinshasa avec ses parents en 1966, où il fait ses humanités en scientifiques. En 1979, il intègre l'Académie des beaux-arts de Kinshasa en publicité qui fait de lui un professionnel réputé de la communication par voie de presse.
Il est primé en 1980 lors du concours bande dessinée sur la protection de l'environnement organisé par le journal CALAO; et lors de la Quinzaine du cinéma européen en 1983, il rafle le 1er prix du concours d'affiches.
En 2011, il crée la revue Amazone BD, le premier magazine de bande dessinée réalisée exclusivement par les femmes artistes. Au Festival international de la bande dessinée d'Alger, Amazone BD obtient la mention spéciale du Jury au concours international des fanzines.
En 2016, il publie aux Éditions du Crayon noir le livre intitulé Kisangani 1964 où l'auteur aborde un des grands épisodes qui relate l'errance pendant 2 ans dans la forêt, du jeune enfant d'à peine 8 ans qu'il était.
Pour les 50 ans d'indépendance de la République démocratique du Congo, Bathy dans un travail collectif avec 7 autres auteurs de bandes dessinées du label BD Kin Label, lancent l'album Congo 50 sous la coordination de Alain Brezault racontent les cinquante ans du pays après accession à l'indépendance. Bathy écrit le récit Indépendance cha-cha,.
En marge de la commémoration de 60 ans d'indépendance du Congo-Kinshasa, Bathy Asimba lance une bande dessinée portant sur la vie Patrice Lumumba, intitulée :Lumumba, un homme, une histoire, un destin; qui retrace selon l'auteur, la vie du héros national, dès sa naissance, en passant par sa scolarité, son adolescence jusqu'à devenir Lumumba.

## Œuvres

### Albums bande dessinée
- 2022 : Faste et frasques à Kinshasa, Les éditions du Crayon Noir
- 2021 : Lumumba, un homme, une histoire, un destin[8], Les éditions du Crayon Noir
- 2014 : Panique à Kinshasa, Les éditions du Crayon Noir
- 2010 : Indénpendance cha-cha dans Congo 50[7];
- 2007 : Là-bas ... Na poto.